# 入江伸
入江伸（いりえ しん、1917年12月15日 - 2006年2月20日）は、かつて存在した学習塾伸学社（入江塾）の塾頭。本名は入江功二。なお、入江伸を「いりえ のぶる」と読ませていた時期もあった。

## 経歴

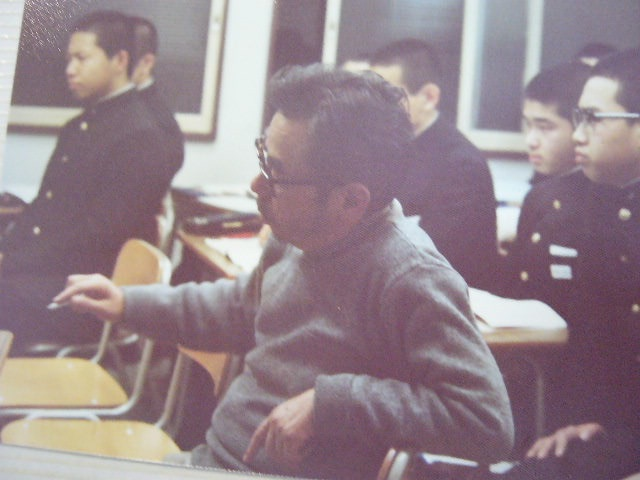
＜授業風景　於新学舎（札幌）＞

旧制大阪府立今宮中学2年生の時、右脚を悪くしたために兵役検査で丙種不合格となる。教練不合格のために官立の上級学校への受験資格を得られず、関西大学哲学科を特殊卒業し、教職に就く。1947年に大阪府議会の選挙で日本共産党から立候補するも落選し、後に除名。1948年、大阪府立阿倍野高等学校での国語教師を最後に教職を去り、通信教育の添削を始める。その指導が評判となり、帝塚山の自宅に生徒たちが集まり、各人が机や椅子を持ち寄ったことから1960年に伸学社（通称入江塾）を設立。「人間7分学力3分」を指導理念とし、生活面から徹底した指導を行ったためスパルタ教育として賛否両論を呼んだ。
1985年に脳梗塞を発症。そのため1986年に塾を畳む。2006年2月20日、肺炎で死去。享年88。

## 著書
- 入江塾方式奇跡の子育て（1985年小学館　ISBN 978-4-09-820093-1）
- 一流校合格100パーセント入江塾の秘密（1974年祥伝社　ISBN 978-4-396-10058-2）
- 奇跡の入江塾方式（1980年祥伝社　ISBN 978-4-396-10162-6）
- キミも医学部に行ける（1979年祥伝社　ISBN 978-4-396-10145-9）
- 奇跡の国語（1978年祥伝社　ISBN 978-4-396-10134-3）
- 入江塾の英語（1977年祥伝社　ISBN 978-4-396-10112-1）
- 奇跡の高校数学（1976年祥伝社　ISBN 978-4-396-10097-1）
- 奇跡の数学（1975年祥伝社　ISBN 978-4-396-10084-1）
- 奇跡の受験数学（祥伝社　ISBN 978-4-396-10091-9）
- 奇跡の共通一次数学（祥伝社　ISBN 978-4-396-10200-5）